# Jean-Baptiste Du Halde
Jean-Baptiste Du Halde, född 1674, död 1743, var en fransk jesuit.
Du Halde författade på grundval av material, hemskickat av jesuitiska Kinamissionärer, ett stort verk Description géographique, historique, chronologique, politique et physique de l'empire de la Chine (4 band, 1735), som länge var en av huvudkällorna för Västerlandets vetande om Kina.